# Любомир Тодоров (дипломат, р. 1958)
Да не се бърка с Любомир Милчев Тодоров (р. 1951), посланик в Австралия (2004-2008), говорител на МВнР.
Любомир Тодоров Тодоров е български дипломат.

## Биография
Роден е в София. Завършва Английската гимназия в София (1977) и „Международно право и международни отношения“ в Киевския университет (1985). През 1991 г. специализира в университета в Лийдс, Великобритания.
Владее английски и руски език; ползва френски език.

### Дипломатическа кариера
В Министерството на външните работи работи в областта на двустранната и многостранната дипломация, както и в консулската и прес-службата. В задграничните представителства на Република България заема следните дипломатически рангове и длъжности:
- 1986 – 1990: аташе и трети секретар в Посолството на България в Норвегия и Исландия;
- 1993 – 1996: втори секретар в Посолството на България в Тел Авив, Израел;
- 1997 – 2000: временно управляващ Посолството на България в Аман, Йордания;
- 2003 – 2005: съветник в Постоянното представителство на България към ОССЕ, ООН и другите международни организации във Виена, Австрия;
- 2005 – 2007: пълномощен министър, временно управляващ Постоянното представителство на България към ОССЕ, ООН и другите международни организации във Виена, Австрия;
- 2012 – 2016: извънреден и пълномощен посланик на България във Финландия.[1]

След завръщането си от Финландия (2016) е директор на Дирекция „Човешки ресурси“ в МВнР.
Женен, с трима сина.